# Acrotriche aggregata
Acrotriche aggregata är en ljungväxtart som beskrevs av Robert Brown. Acrotriche aggregata ingår i släktet Acrotriche och familjen ljungväxter. Inga underarter finns listade i Catalogue of Life.